# 9329 Nikolaimedtner
9329 Nikolaimedtner eller 1990 EO är en asteroid i huvudbältet som upptäcktes den 2 mars 1990 av den belgiske astronomen Eric W. Elst vid La Silla-observatoriet. Den är uppkallad efter den ryske tonsättaren Nikolaj Medtner.
Asteroiden har en diameter på ungefär 14 kilometer och den tillhör asteroidgruppen Vesta.